# Зингер, Изадор
Изадор Мануэл Зингер (англ. Isadore Manuel Singer; 3 мая 1924, Детройт — 11 февраля 2021, Боксборо) — американский математик.
Обучался в Мичиганском университете, затем в Чикагском университете. После этого работал в Калифорнийском университете в Лос-Анджелесе, затем в Массачусетском технологическом институте.
Основные работы в области алгебраической топологии, где сделал свой главный вклад в математику — совместно с Атьёй доказал теорему об индексе эллиптического оператора, которая решила проблему, поставленную Израилем Гельфандом в начале 1950-х годов, выявляющую глубокие связи между алгебраической топологией, дифференциальной геометрией и глобальным анализом.
Лауреат Абелевской премии (2004, вместе с Атьёй) и премии Стила (2000). Член Национальной академии наук США, Американской академии искусств и наук и действительный член Американского математического общества.